# Kaiyō
Ne doit pas être confondu avec Kaiyō (porte-avions).
Kaiyō (海陽町, Kaiyō-chō) est un bourg du district de Kaifu, situé dans la préfecture de Tokushima, au Japon.

## Géographie

### Démographie
Au 1er mai 2015, la population de Kaiyō s'élevait à 9 305 habitants répartis sur une superficie de 327,65 km2.

## Histoire
La création du bourg de Kaiyō date de 2006, après la fusion des anciens bourgs de Kaifu, Kainan et Shishikui.

## Sites
Chutes de Todoroki (de)